# Похититель собак
«Похититель собак» (англ. The Dognapper) — короткометражный анимационный фильм с участием Микки Мауса и Дональда Дака, созданный компанией Walt Disney Productions и выпущенный 17 ноября 1934 года.

## Сюжет
В городе орудует некий «Похититель собак» по имени Пит. Он уже украл собаку Минни Маус и скрывается где-то в городе. Местные детективы Дональд Дак и Микки Маус решают взяться за это дело и поймать похитителя.
Детективы садятся в машину и едут на поиски. Долго искать им не пришлось: почти сразу же по дороге они замечают похитителя, едущего на своей машине. В багажнике у него питомец Минни Маус. Похититель тоже замечает их и начинается перестрелка. Детективы чудом остаются в живых, похититель ставит им всяческие препятствия на пути, но те ловко их обходят.
В конце концов, похититель Пит приезжает в своё убежище — заброшенную лесопилку. Там он приковывает похищенную собак на цепь и собирается её пристрелить. Чудом детективы успели ворваться к нему, Микки выхватывает у него пистолет, но у похитителя их оказалось два. Снова начинается перестрелка.
Детективам удаётся заполучить оружие и загнать похитителя в тупик, но тот не сдался и включил огромную циркулярную пилу. Пила с высокой скоростью начинает надвигаться на всех троих. В конце концов, детективам удаётся убежать, а похитителя пила загнала в ловушку. Микки и Дональд накинули на него крепкую верёвку, взяли собаку и пошли отдавать её Минни.

## Особенности
Исследователи называют этот мультфильм среди тех, в которых для изображения бокового движения персонажей на длинную дистанцию был использован цикличный фон. Это вызывает странный эффект — так во время погони на лесопилке в кадре оказываются висящие на стене три режущих диска, и этот фон повторяется за время действия шесть раз. Создаётся ощущение, что герои перемещаются по кругу.